# وودمیر (لوئیزیانا)
وودمیر (به انگلیسی: Woodmere) شهری در ایالت لوئیزیانا کشور ایالات متحده آمریکا است که جمعیت آن در سرشماری سال ۲۰۱۰ میلادی، ۱۲٬۰۸۰ نفر بوده‌است.